# Niandra LaDes & Usually Just a T-Shirt
Niandra LaDes & Usually Just a T-Shirt, ett musikalbum av John Frusciante
John Frusciante övertalades av sina vänner att släppa ett soloalbum med motiveringen "Det finns ingen bra musik längre". Därför släpptes Niandra LaDes & Usually Just A T-Shirt 1994, och består av två album, varav "Usually Just A T-Shirt" består 13 låtar utan namn.

## Låtlista

### Niandra Lades
1. "As Can Be" – 2:57
2. "My Smile Is a Rifle" – 3:48
3. "Head (Beach Arab)" – 2:05
4. "Big Takeover" (Bad Brains) – 3:18
5. "Curtains" – 2:30
6. "Running Away into You" – 2:12
7. "Mascara" – 3:40
8. "Been Insane" – 1:41
9. "Skin Blues" – 1:46
10. "Your Pussy's Glued to a Building on Fire" – 3:17
11. "Blood on My Neck From Success" – 3:09
12. "Ten to Butter Blood Voodoo" – 1:59

### Usually Just a T-Shirt
1. Untitled – 0:34
2. Untitled – 4:21
3. Untitled – 1:50
4. Untitled – 1:38
5. Untitled – 1:30
6. Untitled – 1:29
7. Untitled – 1:42
8. Untitled – 7:55
9. Untitled – 7:04
10. Untitled – 0:25
11. Untitled – 1:51
12. Untitled – 5:27
13. Untitled – 1:52